# Чембра Лизиняго
Чѐмбра Лизиня̀го (на италиански: Cembra Lisignago) е община в Северна Италия, автономна провинция Тренто, автономен регион Трентино-Южен Тирол. Административен център на общината е село Чембра (Cembra), което е разположено на 666 m надморска височина. Населението на общината е 2333 души (към 2018 г.).
Общината е създадена в 1 януари 2016 г. Тя се състои от две предшествуващи общини Лизиняго и Чембра, които сега са най-важните центрове на общината.